# Demodex lutrae

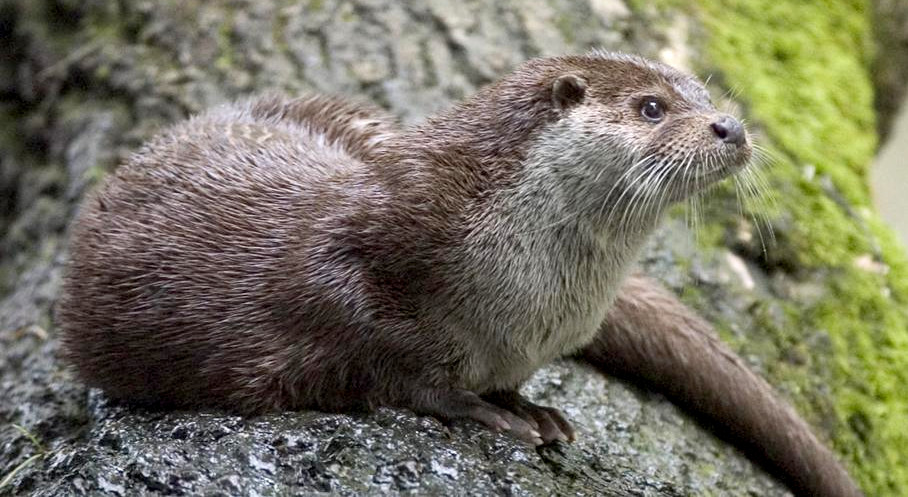
Wydra europejska, jedyny żywiciel D. lutrae

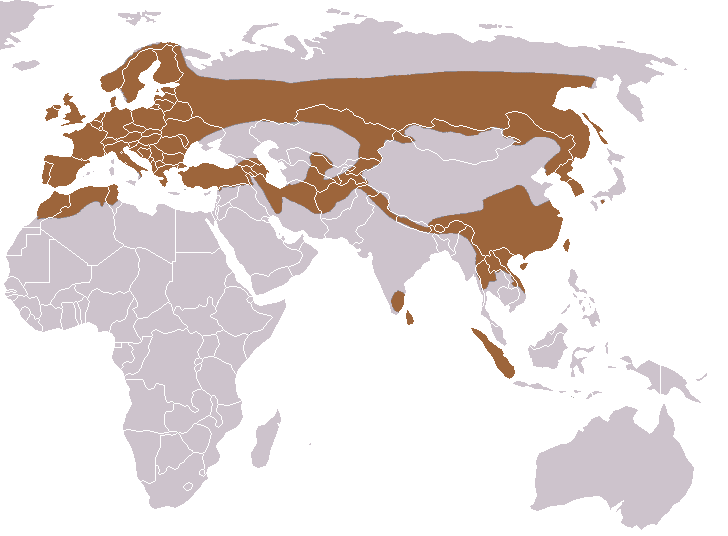
Zasięg występowania żywiciela, przypuszczalnie pokrywający się z zasięgiem nużeńca

Demodex lutrae – gatunek roztocza z rodziny nużeńcowatych. Jego jedynym żywicielem jest wydra europejska.

## Taksonomia
Gatunek ten opisany został po raz pierwszy w 2014 roku przez Joannę Izdebską i Leszka Rolbieckiego na łamach „Journal for Parasitology”. Jako miejsce typowe wskazano pobrzeże rzeki Elbląg oraz okolice jeziora Lubogoszcz w północnej Polsce. Epitet gatunkowy oznacza po łacinie „wydrzy” i odnosi się do żywiciela pajęczaka.

## Morfologia i rozwój

### Osobniki dorosłe
Nużeniec o wysmuklonym ciele, u samca krótszym niż u samicy. Samce osiągają od 158 do 186 μm długości i od 30 do 38 μm szerokości, a samice od  183 do 240 μm długości i od 30 do 41 μm szerokości ciała.
Mniej więcej tak długa jak u podstawy szeroka, trapezowata w zarysie gnatosoma ma na grzbietowej stronie zewnętrznych krawędzi parę młotkowatych kolców nadbiodrowych. Trójczłonowe nogogłaszczki zwieńczone są trzema stożkowatymi kolcami różnych rozmiarów. Para szczecinek subgnatosomalnych leży bocznie w tyle nabrzmiałości gardzieli.
Podługowata podosoma ma na spodzie cztery pary płytek epimeralnych, z których te pary od pierwszej do trzeciej są u obu płci trapezowate, o krawędziach poziomych zesklerotyzowanych bardziej niż pionowe, a te pary ostatniej u samicy tworzą tylnymi krawędziami trójkątne wycięcie, w którym leży długa na od 8 μm do 14 μm wulwa. Występują cztery pary odnóży zbudowanych z sześciu członów, z których ostatni wieńczy para rozwidlonych pazurków. U samca na wierzchu podosomy na wysokości rejonu między pierwszą i drugą parą odnóży leży otwór płciowy, a na wysokości płytek epimeralnych pierwszej i trzeciej pary edeagus o długości od 20 do 30 μm.
Opistosoma jest stożkowata, na tylnym końcu zaostrzona, dłuższa u samicy niż u samca, wyraźnie i na całej długości poprzecznie rowkowana, u obu płci pozbawiona narządu opistosomalnego.

### Stadia rozwojowe
Jaja są owalno-wrzecionowate, długości od 75 do 80 μm i szerokości od 38 do 30 μm, o gładkim chorionie, pozbawione wieczka.
Larwy mają klinowatego zarysu ciało długości od 74 do 115 μm i szerokości od 28 do 38 μm. Szersza niż dłuższa, trapezowata gnatosoma ma niewielkie kolce nadbiodrowe umieszczone krawędziowo i zwieńczone dwoma małymi kolcami nogogłaszczki, pozbawiona jest zaś szczecinek subgnatosomalnych. Na podosomie leżą trzy pary nieczłonowanych odnóży zwieńczonych jednym bocznie ulokowanym, trójwierzchołkowym pazurkiem. Krótko-stożkowata opistosoma ma ostry tylny koniec.
Protonimfy mają klinowatego zarysu ciało długości od 88 do 144 μm i szerokości od 28 do 43 μm. Krótka, szeroka, trapezowata gnatosoma ma niewielkie kolce nadbiodrowe umieszczone krawędziowo i zwieńczone dwoma małymi kolcami nogogłaszczki, pozbawiona jest zaś szczecinek subgnatosomalnych. Na podosomie leżą trzy pary nieczłonowanych odnóży zwieńczonych dwoma bocznie ulokowanymi, trójwierzchołkowymi pazurkami oraz dwie pary tarczek brzusznych umieszczone między odnóżami drugiej i trzeciej pary. Stożkowata opistosoma jest dość krótka.
Nimfy mają ciało dłuższe i smuklejsze niż stadia poprzednie, długości od 151 do 273 μm i szerokości od 30 do 48 μm. Szersza niż dłuższa, trapezowata gnatosoma ma wyraźne kolce nadbiodrowe umieszczone krawędziowo oraz zwieńczone trzema małymi kolcami nogogłaszczki. Na podosomie leżą cztery pary nieczłonowanych odnóży zwieńczonych dwoma bocznie ulokowanymi, trójwierzchołkowymi pazurkami oraz trzy pary tarczek brzusznych umieszczone między odnóżami par od drugiej do czwartej.

## Ekologia i występowanie
Roztocz ten jest monoksenicznym komensalem lub pasożytem wydry europejskiej. Bytuje w mieszkach włosowych żywiciela. Wykazuje zdecydowaną preferencję do skóry okolic nosa, wibrysów i policzków. Znajdowanie się w tych miejscach zwiększa szansę na przeniesienie się na innego osobnika wydry. Tym niemniej spotykany jest także w mniejszej liczbie na małżowinach usznych, okolicy oczu, a pojedyncze osobniki na kończynach. Nie stwierdzono wywoływania przez jego żerowanie zmian skórnych u gospodarza.
Gatunek podawany z Polski.